# Perepys
Perepys (ukr. Перепис) – wieś na Ukrainie, w obwodzie czernihowskim, w rejonie czernihowskim. W 2001 liczyła 539 mieszkańców, wśród których 528 wskazało jako ojczysty język ukraiński, 6 rosyjski, 3 białoruski, a 2 inny.
W pobliżu wsi jest przystanek kolejowy Perepys.